# Miss Teen USA
Miss Teen USA je americká soutěž krásy pro dívky od patnácti do devatenácti let. Sesterskými soutěžemi jsou Miss Universe a Miss USA. Celostátnímu finále předchází kola v jednotlivých státech Unie, jejichž vítězky pak po celý rok nosí titul „Miss daného státu Teen USA“.
V roce 2016 galavečer proběhl v lasvegaském rezortu Benátky a roku 2017 se uskutečnil ve phoenixské Symphony Hall. Mezi lety 2008–2015 každoroční soutěž hostilo bahamské letovisko Atlantis Paradise Island v Nassau.

## Doprovodné soutěže

### Miss Photogenic
Miss Photogenic (Miss Foto) je volena přes internet. Pouze jednou v historii skončila soutěž nerozhodně, a to v roce 1987. Jediná dívka vyhrála současně Miss photogenic na Miss USA i Miss Teen USA, a to Cristin Duren z Floridy. V roce 1997 vyhrála Miss Teen USA a v roce 2006 také Miss USA, na níž skončila na 5. místě. Zatím nejvíce vítězství mají soutěžící ze států Illinois a Virginie(3).

### Miss Congeniality
Miss Congeniality (sympatie) volí soutěžící dívky. Je to cena pro jim nejsympatičtější dívku, která podle nich vnášela do příprav nejlepší atmosféru a nejvíce pomáhala ostatním. Nejúspěšnější jsou zatím zástupkyně států Jižní Karolína a Mississippi, které mají po mají třech vítězstvích. Jediný nerozhodný ročník se uskutečnil v roce 1988.

## Seznam vítězek
| Rok  | Vítězka                   | Stát           | Poznámky                               |
| ---- | ------------------------- | -------------- | -------------------------------------- |
| 1983 | Ruth Zakarian             | New York       |                                        |
| 1984 | Cherise Haugen            | Illinois       |                                        |
| 1985 | Kelly Hu                  | Havaj          |                                        |
| 1986 | Allison Brown             | Oklahoma       |                                        |
| 1987 | Kristi Addis              | Mississippi    |                                        |
| 1988 | Mindy Duncan              | Oregon         |                                        |
| 1989 | Brandi Sherwood           | Idaho          | jediná Miss Teen USA i Miss USA        |
| 1990 | Bridgette Wilson          | Oregon         |                                        |
| 1991 | Janel Bishop              | New Hampshire  |                                        |
| 1992 | Jamie Solinger            | Iowa           |                                        |
| 1993 | Charlotte Lopez           | Vermont        |                                        |
| 1994 | Shauna Gambill            | Kalifornie     |                                        |
| 1995 | Keylee Sue Sanders        | Kansas         |                                        |
| 1996 | Christie Lee Woods        | Texas          |                                        |
| 1997 | Shelly Moore              | Tennessee      |                                        |
| 1998 | Vanessa Minnillo          | Jižní Karolína |                                        |
| 1999 | Ashley Coleman            | Delaware       |                                        |
| 2000 | Jillian Parry             | Pensylvánie    |                                        |
| 2001 | Marissa Whitley           | Missouri       |                                        |
| 2002 | Vanessa Semrow            | Wisconsin      |                                        |
| 2003 | Tami Farrell              | Oregon         |                                        |
| 2004 | Shelley Hennig            | Louisiana      | vyhrála v 17 letech                    |
| 2005 | Allie LaForce             | Ohio           | vyhrála v 17 letech                    |
| 2006 | Katie Blair               | Montana        | vyhrála v 19 letech                    |
| 2007 | Hilary Cruz               | Colorado       | vyhrála v 19 letech                    |
| 2008 | Stevi Perry               | Arkansas       | vyhrála v 18 letech                    |
| 2009 | Stormi Henley             | Tennessee      | vyhrála v 19 letech                    |
| 2010 | Kamie Crawford            | Maryland       | vyhrála v 18 letech                    |
| 2011 | Danielle Doty             | Texas          | vyhrála v 18 letech                    |
| 2012 | Logan West                | Connecticut    | vyhrála v 18 letech                    |
| 2013 | Cassidy Wolf              | Kalifornie     | vyhrála v 19 letech                    |
| 2014 | K. Lee Graham             | Jižní Karolína | vyhrála v 17 letech                    |
| 2015 | Katherine Haik            | Louisiana      | vyhrála v 15 letech, nejmladší vítězka |
| 2016 | Karlie Hay                | Texas          | vyhrála v 18 letech                    |
| 2017 | Sophia Dominguez-Heithoff | Missouri       | vyhrála v 17 letech                    |
| 2018 | Hailey Colborn            | Kansas         | vyhrála v 17 letech                    |
| 2019 | Kaliegh Garris            | Connecticut    | vyhrála v 18 letech                    |
| 2020 | Kiʻilani Arrudo           | Havaj          | vyhrála v 18 letech                    |
| 2021 | Breanna Myles             | Florida        | vyhrála v 18 letech                    |

## Galerie vítězek

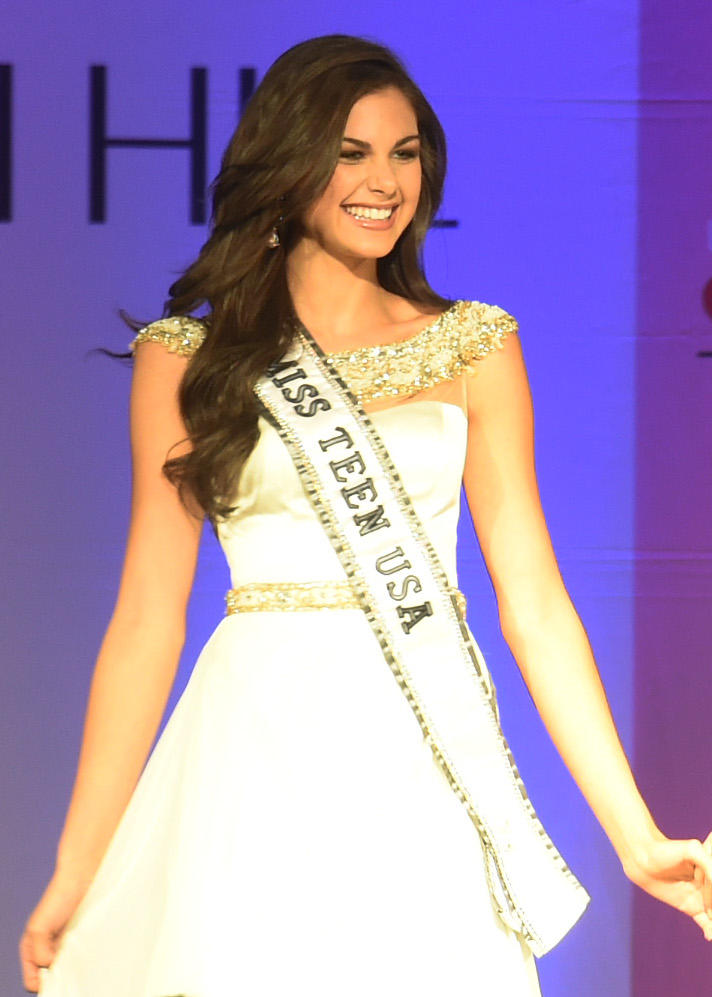
Miss Teen USA 2015 Katherine Haik
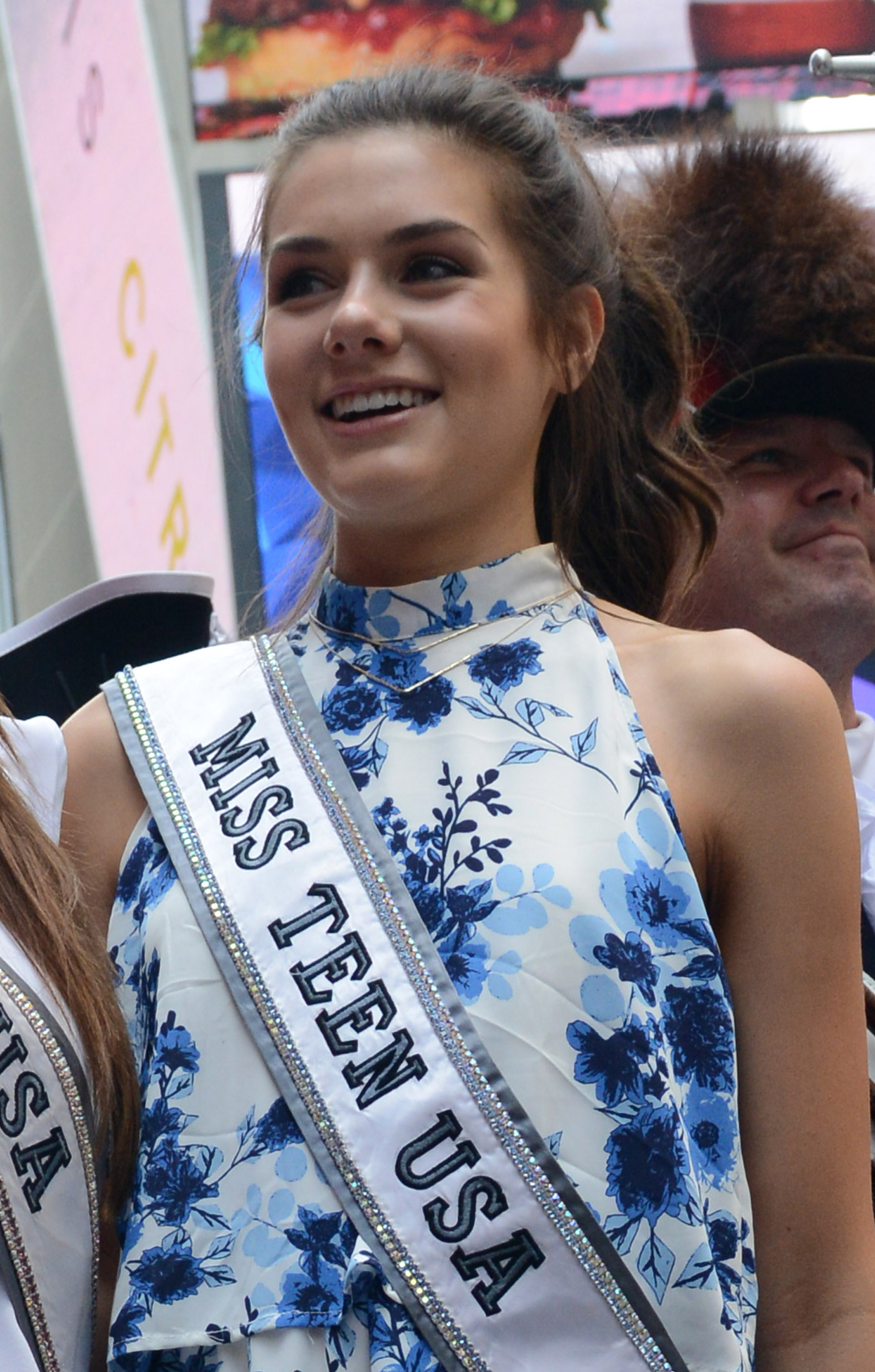
Miss Teen USA 2014 K. Lee Graham
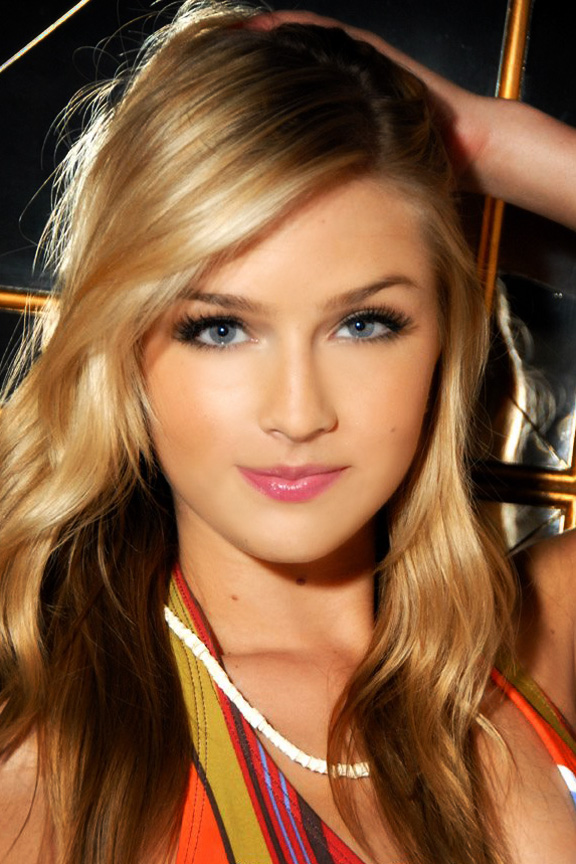
Miss Teen USA 2013 Cassidy Wolf
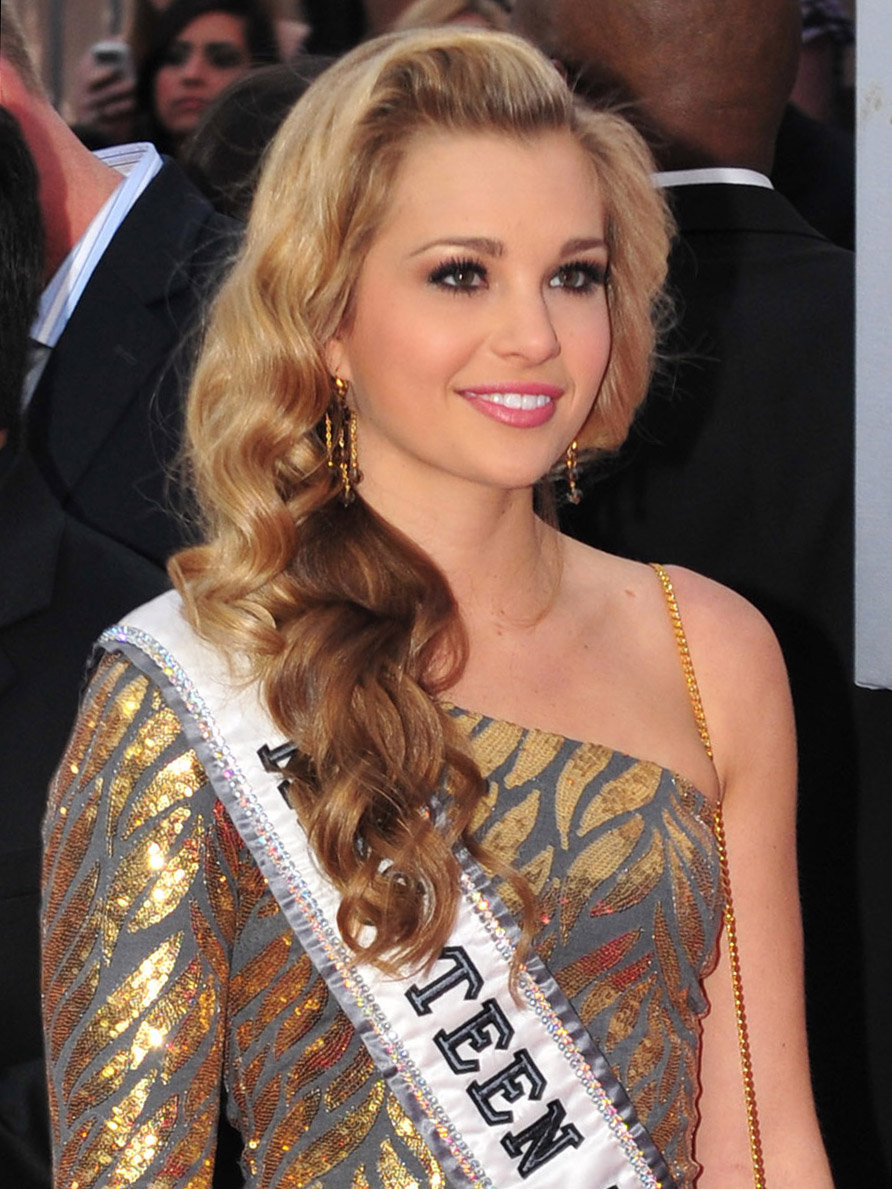
Miss Teen USA 2011 Danielle Doty
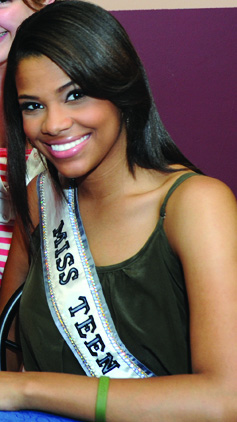
Miss Teen USA 2010 Kamie Crawford
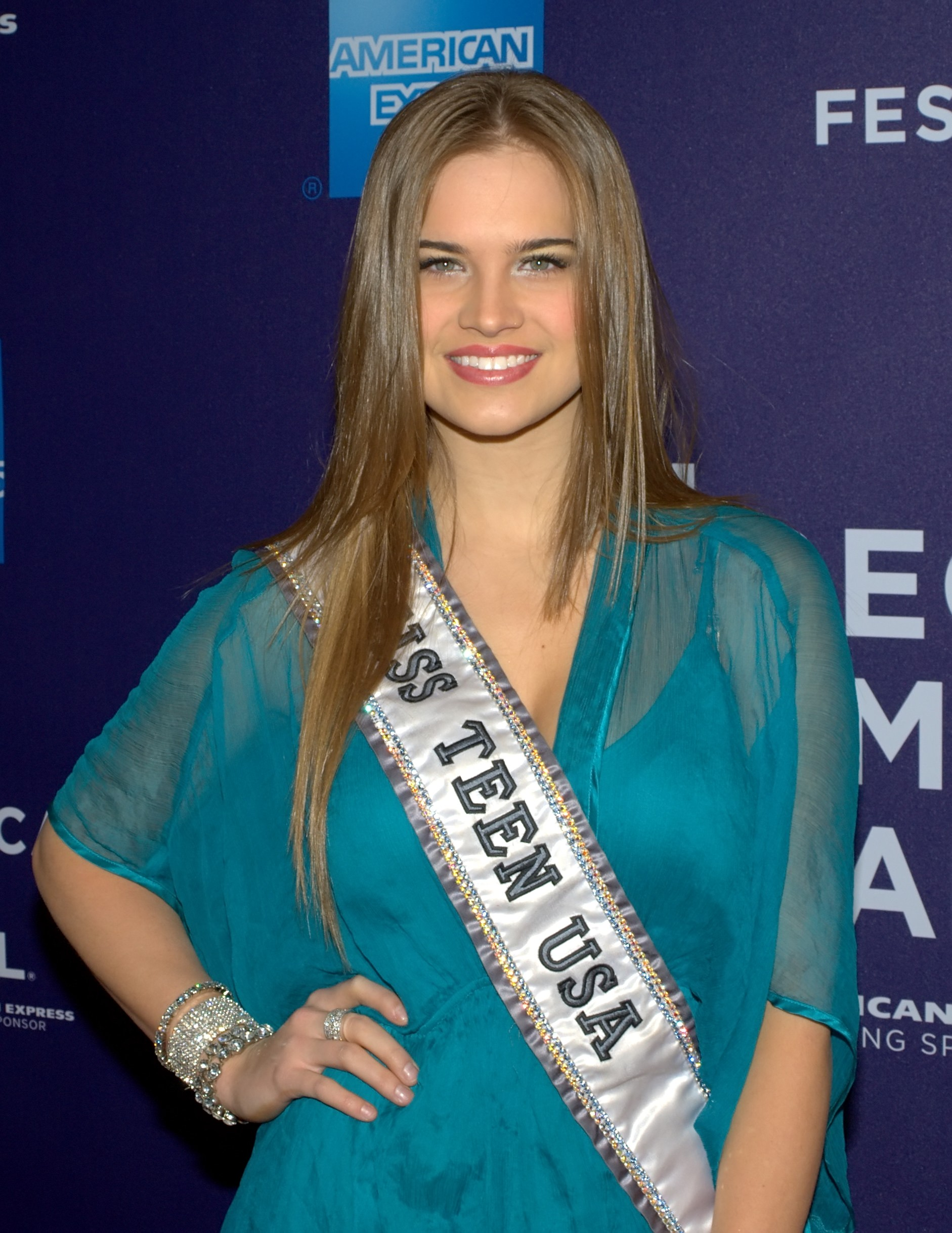
Miss Teen USA 2009 Stormi Henley
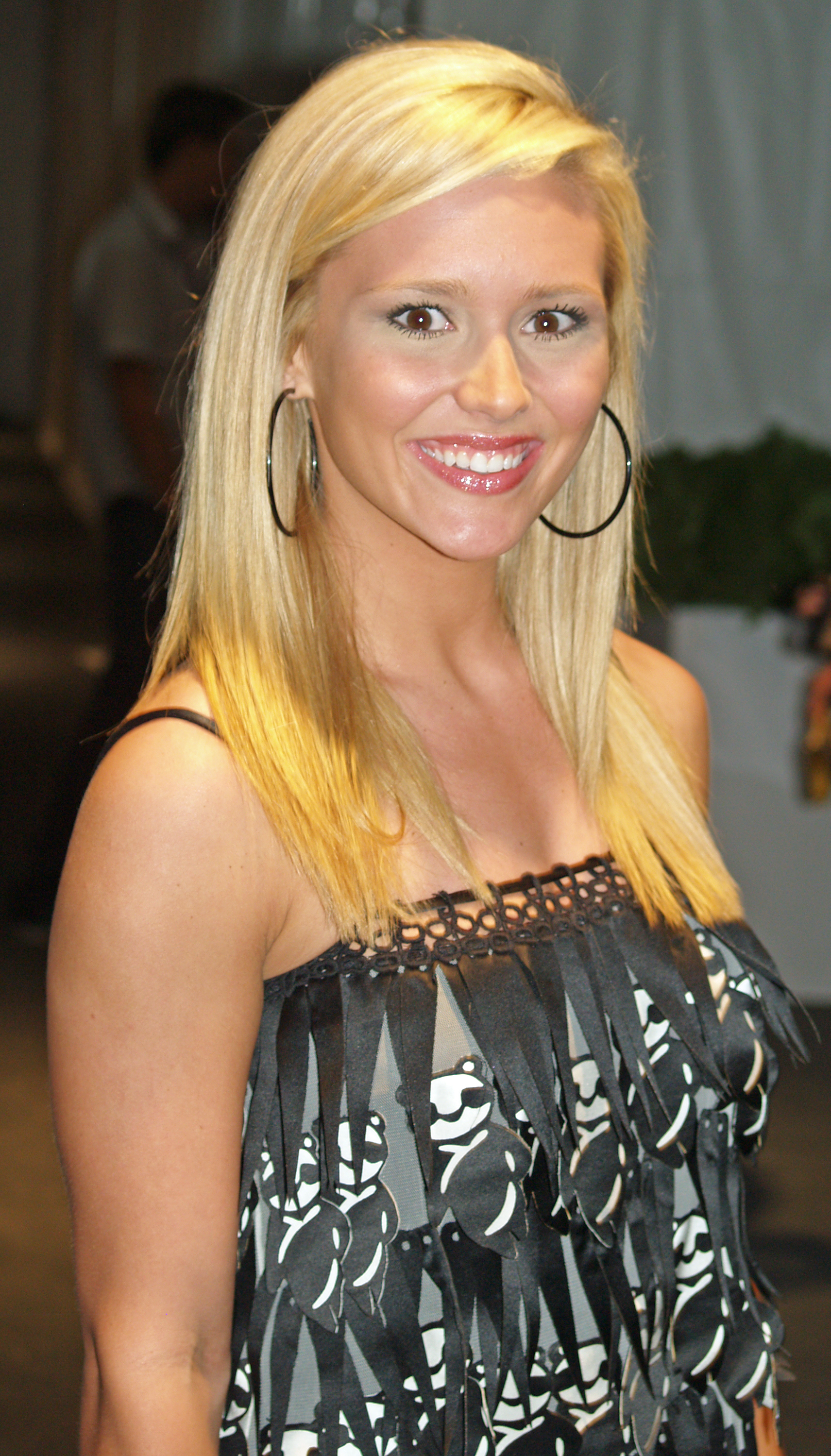
Miss Teen USA 2008 Stevi Perry
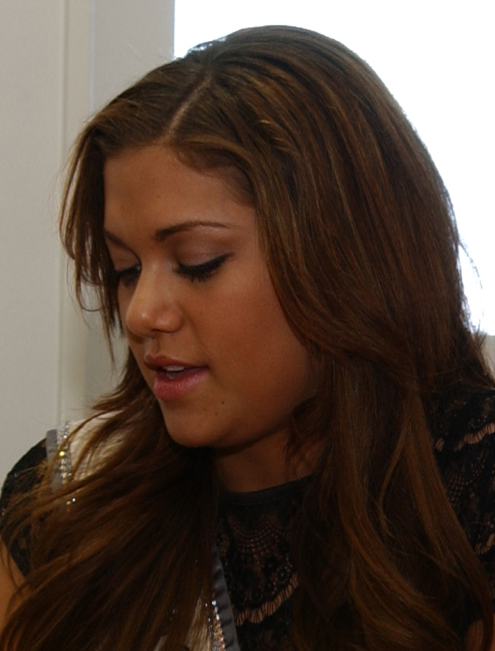
Miss Teen USA 2007 Hilary Cruz
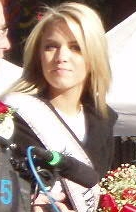
Miss Teen USA 2006 Katie Blair
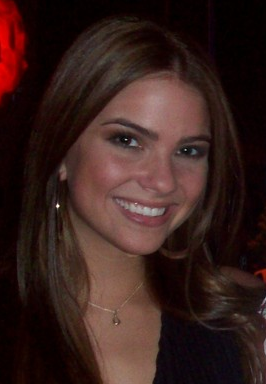
Miss Teen USA 2004 Shelley Hennig
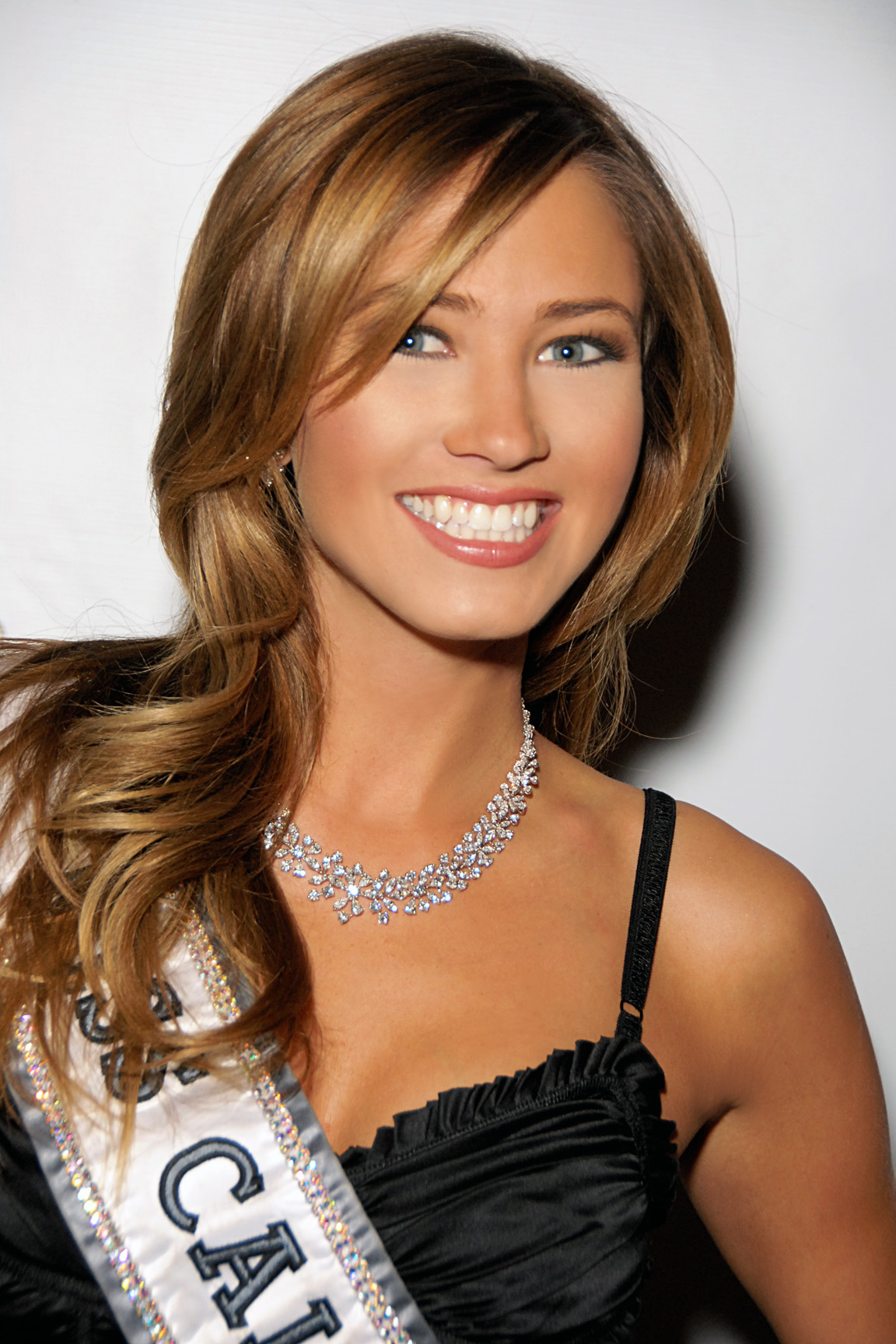
Miss Teen USA 2003 Tami Farrell
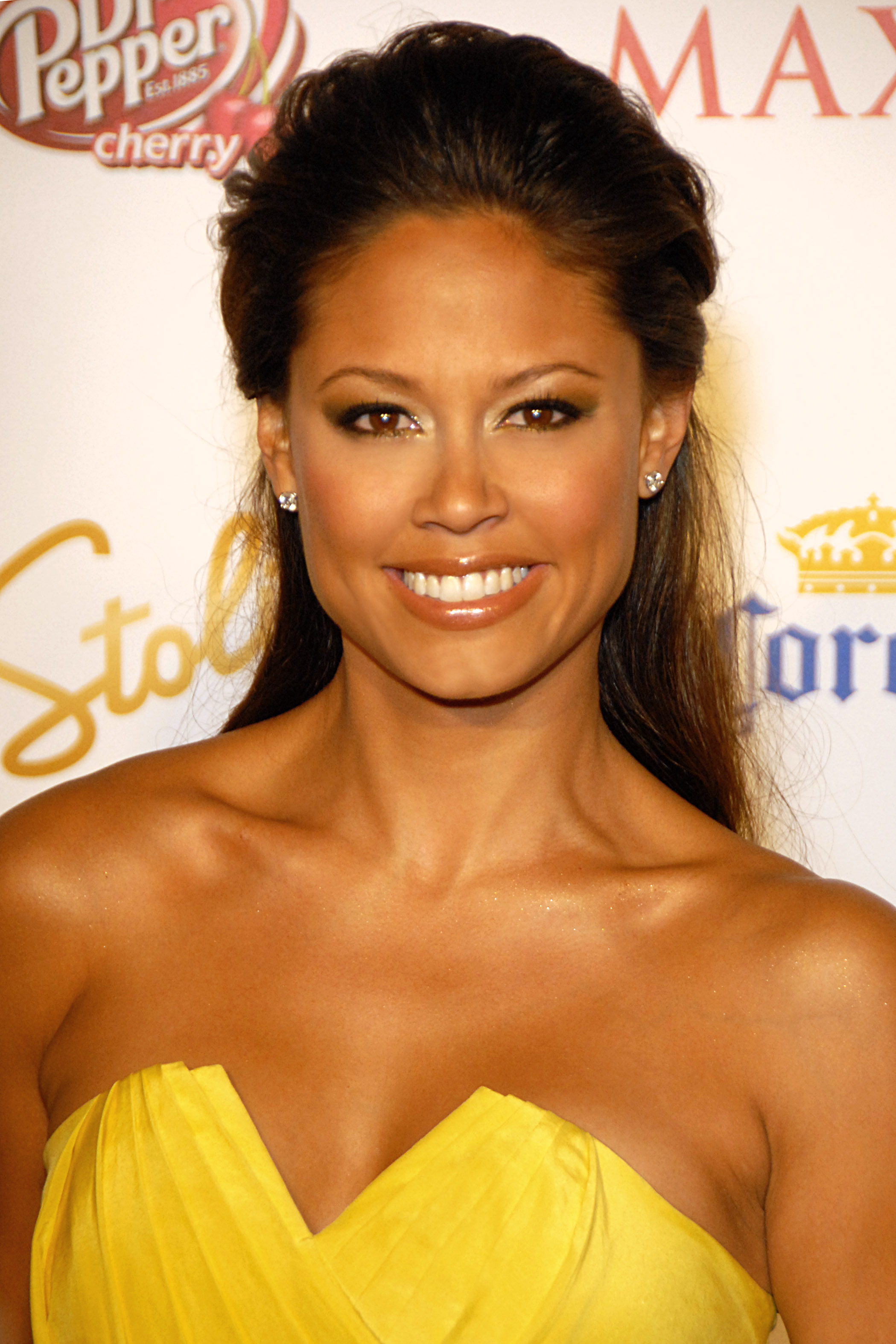
Miss Teen USA 1998 Vanessa Minnill
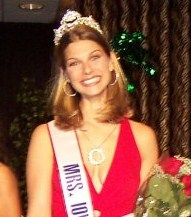
Miss Teen USA 1992 Jamie Solinger
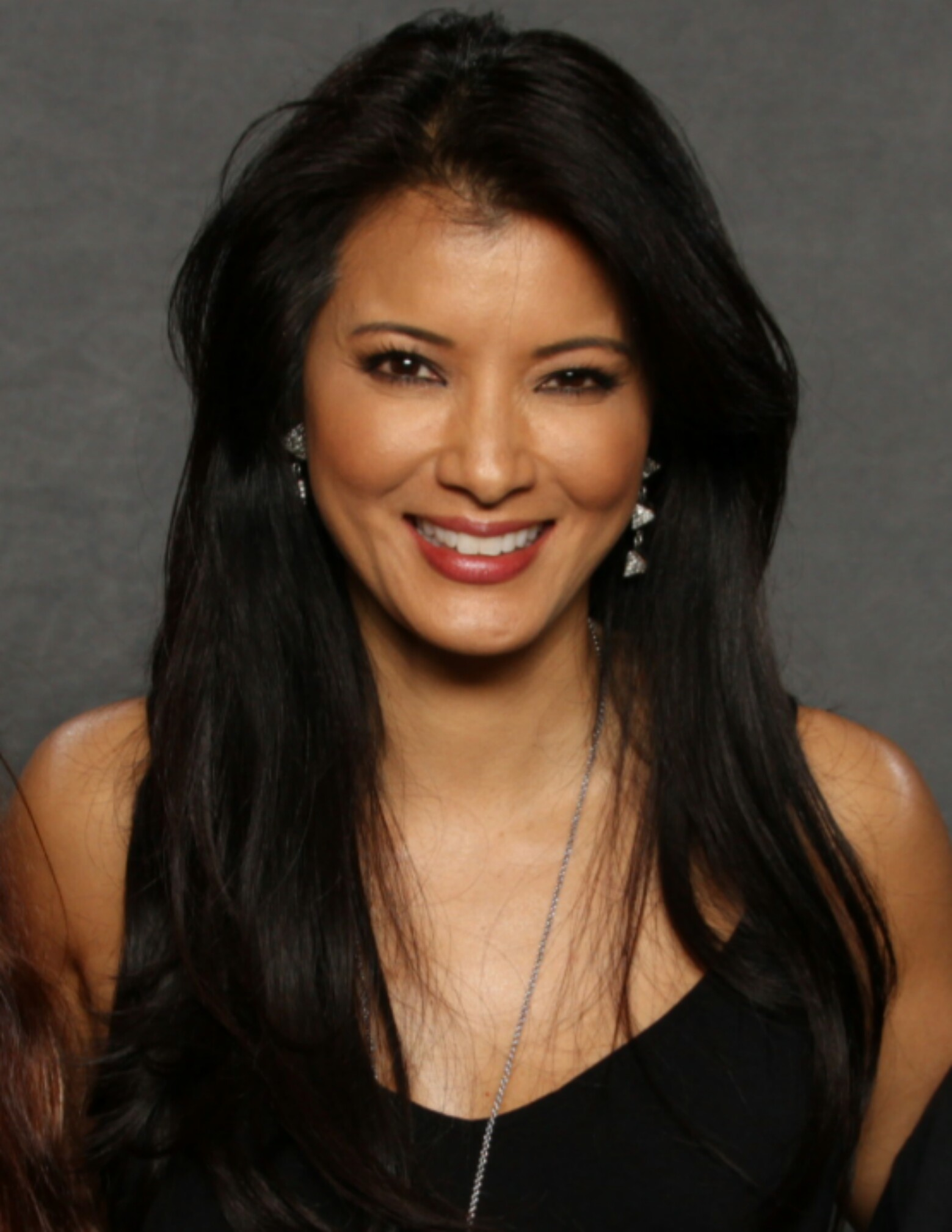
Miss Teen USA 1985 Kelly Hu